# Buchanan Dam
Buchanan Dam es un lugar designado por el censo ubicado en el condado de Llano en el estado estadounidense de Texas. En el Censo de 2010 tenía una población de 1.519 habitantes y una densidad poblacional de 29 personas por km².

## Geografía
Buchanan Dam se encuentra ubicado en las coordenadas 30°48′30″N 98°27′2″O / 30.80833, -98.45056. Según la Oficina del Censo de los Estados Unidos, Buchanan Dam tiene una superficie total de 52.38 km², de la cual 20.06 km² corresponden a tierra firme y (61.7%) 32.32 km² es agua.

## Demografía
Según el censo de 2010, había 1.519 personas residiendo en Buchanan Dam. La densidad de población era de 29 hab./km². De los 1.519 habitantes, Buchanan Dam estaba compuesto por el 95.98% blancos, el 0.2% eran afroamericanos, el 0.2% eran amerindios, el 0.39% eran asiáticos, el 0.2% eran isleños del Pacífico, el 2.04% eran de otras razas y el 0.99% pertenecían a dos o más razas. Del total de la población el 6.25% eran hispanos o latinos de cualquier raza.